# Kanton Les Coteaux de Dordogne
Les Coteaux de Dordogne is een kanton van het Franse departement Gironde, met als hoofdplaats Castillon-la-Bataille. Het kanton maakt deel uit van het arrondissement Libourne.
 Het kanton telde 37.505 inwoners op 1 januari 2022.

Het werd gevormd ingevolge het decreet van 20  februari 2014 met uitwerking op 22 maart 2015. 

## Gemeenten
Het kanton omvat volgende gemeenten :
- Baron
- Belvès-de-Castillon
- Bossugan
- Branne
- Cabara
- Camiac-et-Saint-Denis
- Castillon-la-Bataille
- Civrac-sur-Dordogne
- Coubeyrac
- Daignac
- Dardenac
- Doulezon
- Espiet
- Flaujagues
- Gardegan-et-Tourtirac
- Génissac
- Gensac
- Grézillac
- Guillac
- Jugazan
- Juillac
- Lugaignac
- Mouliets-et-Villemartin
- Moulon
- Naujan-et-Postiac
- Nérigean
- Pessac-sur-Dordogne
- Pujols
- Rauzan
- Saint-Aubin-de-Branne
- Saint-Émilion
- Saint-Étienne-de-Lisse
- Saint-Genès-de-Castillon
- Saint-Germain-du-Puch
- Saint-Hippolyte
- Saint-Jean-de-Blaignac
- Saint-Laurent-des-Combes
- Saint-Magne-de-Castillon
- Saint-Pey-d'Armens
- Saint-Pey-de-Castets
- Saint-Philippe-d'Aiguille
- Saint-Quentin-de-Baron
- Saint-Sulpice-de-Faleyrens
- Saint-Vincent-de-Pertignas
- Sainte-Colombe
- Sainte-Florence
- Sainte-Radegonde
- Sainte-Terre
- Les Salles-de-Castillon
- Tizac-de-Curton
- Vignonet